# Goeberg
Der Goeberg ist ein 83 m hoher Hügel in der Gemeinde Heuvelland bei Reningelst in der belgischen Provinz Westflandern. Der höchste Punkt liegt knapp unterhalb des Sulferberggipfels. Der Name Goeberg (von Goudeberg) bezieht sich auf den guten Boden auf dem Berg.

## Geographie
Der Goeberg ist Teil des sogenannten zentralen Hügelkamms im Heuvelland, der auch aus dem Watenberg, Kasselberg, Wouwenberg, Katsberg, Boeschepeberg, Kokereelberg, Zwarteberg, Vidaigneberg, Baneberg, Rodeberg, Sulferberg, Scherpenberg, Monteberg, Kemmelberg und Lettenberg besteht. Südlich dieses Hügelkamms befindet sich das Becken der Leie, nördlich das Einzugsgebiet der Yser.